# ウォルフガング・ペーターゼン
ウォルフガング・ペーターゼン（Wolfgang Petersen、1941年3月14日 – 2022年8月12日）は、ドイツの映画監督。ニーダーザクセン州エムデン出身。
『U・ボート』の監督として成功し、以後アメリカに移住してハリウッドで活躍した。

## 経歴
第二次世界大戦中の1941年に、ドイツ北部から北海へと注ぐエムス川沿いの小都市エムデンで生まれた。1953年から1960年までの間、ハンブルクにあるヨハネウム学院で学んだ。1960年代には、エルンスト・ドイッチュ・シアターで舞台演出に携わっていた。ベルリンとハンブルクの劇場で学んだ後、ペーターゼンは1966年から1970年にかけてベルリンのドイツ映画・テレビアカデミー（DFFB）に在籍していた。彼の最初の映画製作はドイツのテレビ向けのものであり、その後ドイツの有名な犯罪ドラマシリーズである『Tatort』の仕事をしている際に、ユルゲン・プロホノフ（後に『U・ボート』で艦長役を演じる）と出会った。
ペーターゼンが初めて全面的にアメリカで活動した（一部ドイツのバイエルンスタジオで撮影されたが）1985年の『第5惑星』は、批評家の評価も興行面の成功も得ることができなかった。彼は1993年に暗殺もののスリラー作品『ザ・シークレット・サービス』で復活した。クリント・イーストウッドが大統領警護官を演じたこの作品は興行的に大成功し、そのおかげで次のサスペンス作品『アウトブレイク』（ダスティン・ホフマン主演）を監督することができた。1997年の超大作『エアフォース・ワン』は興行面では大成功だったが、批評家は賛否両論であった。最近では、ペーターゼンはリチャード・ギア主演の『レッド・コーナー』を製作総指揮した（監督はしていない）。
57歳となった1998年までに、ペーターゼンは十分な成功を収めた監督となり、初期作品である『U・ボート』をディレクターズ・カット版で再発することも可能となり、また上述のように有名俳優を並べた大作を製作するようになった。また『エアフォース・ワン』と『アウトブレイク』では、マーティン・スコセッシ監督作品でも知られるドイツ人映画カメラマンのミヒャエル・バルハウスと共同作業を行った（しかし『パーフェクト ストーム』では2人のチームは実現しなかった）。
2022年8月12日、膵臓がんのため、米カリフォルニア州の自宅で死去。

## 主な監督作品
- 昼と夜のような黒と白（ドイツ語版） Schwarz und weiß wie Tage und Nächte（1978年）
- U・ボート Das Boot（1981年）
- ネバーエンディング・ストーリー Die Unendliche Geschichte（1984年）
- 第5惑星 Enemy Mine（1985年）
- 仮面の情事/プラスティックナイトメア Shattered（1991年）
- ザ・シークレット・サービス In the Line of Fire（1993年）
- アウトブレイク Outbreak（1995年）
- エアフォース・ワン Air Force One（1997年）
- パーフェクト ストーム The Perfect Storm（2000年）
- トロイ Troy（2004年）
- ポセイドン Poseidon（2006年）
- ゲットバック 奪還（ドイツ語版） Vier gegen die Bank（2016年）